# Karin Strenz
Karin Strenz, née le 14 octobre 1967 à Lübz et morte le 21 mars 2021, est une femme politique allemande de la CDU et est députée fédérale de son élection en 2009 jusqu'à son décès.

## Biographie

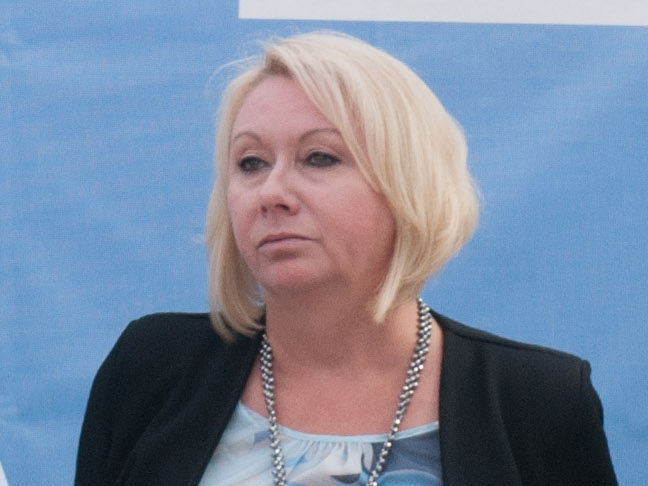
Karin Strenz en 2016.

Après avoir étudié au lycée polytechnique Willi Bredel de Lübz de 1984 à 1987, Karin Strenz entreprend d'abord des études pour devenir professeur d'éducation artistique à l'Institut de formation des enseignants de Rostock. Par la suite, elle étudie à la Pädagogische Hochschule de Magdebourg jusqu'en 1989, se spécialisant dans l'enseignement spécialisé et obtient un diplôme. Elle travaille ensuite comme enseignante à l'école spéciale de Wanzleben jusqu'en 1990. De 1990 à 1992, elle suit des études complémentaires pour enseigner dans des écoles spéciales à l' Université Johann Wolfgang Goethe de Francfort-sur-le-Main. A la fin de ses études, elle travaille jusqu'en 2002 en tant qu'employée dans une entreprise d'importation et de gros basée à Francfort-sur-le-Main, puis à partir de 2009, elle est consultante indépendante en gestion dans le domaine du commerce, de la logistique et du fret et courtage immobilier.

## Carrière politique
À partir de 1999, Strenz représente son parti au conseil de l'arrondissement de Parchim. En 2001, elle est élue présidente de l'association de district CDU Parchim et dirige depuis le groupe parlementaire de district CDU. De 1999 à 2005, elle est membre du comité exécutif d'État de la CDU pour le Mecklembourg-Poméranie occidentale. De 2001 à 2005, elle est vice-présidente de l'association régionale. En 2002, Strenz est élue pour la première fois au Landtag de Mecklembourg-Poméranie-Occidentale. En tant que candidate, elle perd dans sa circonscription Parchim II avec 30,0 % des voix contre le candidat SPD Harald Ringstorff, mais entre au Landtag par sa quatrième place sur la liste. Lors des élections régionales de 2006, Strenz perd de nouveau l'élection directe contre le candidat du SPD. En raison de la 10e place sur la liste cette fois, Strenz manque d'abord son entrée au Landtag. Le 5 novembre 2007, elle remplace le député démissionnaire Kerstin Fiedler-Wilhelm. Strenz est la porte-parole de la politique du marché du travail pour le groupe parlementaire CDU.
Aux élections du Bundestag de 2009, Strenz entre au Bundestag en représentant la 12e circonscription et démissionne de son mandat au Landtag en novembre 2009. Son successeur est André Specht. Au Bundestag, elle est membre du Comité de la défense  et du Comité des sports. Elle est présidente du groupe parlementaire germano-sud-caucasien.
Strenz obtient 43,0% des voix à l'élection fédérale de 2013. A celle de 2017, 30,0% ont suffi pour être élue dans la 13e circonscription.

## Allégations de corruption et de fraude électorale
Strenz déclare avoir reçu au moins 15 000 euros de la société Line M-Trade (dirigée par l'ancien homme politique et avocat de la CSU Eduard Lintner) en 2014 et 2015,  sans donner de raison de ces paiements. L'entreprise est considérée comme un financier du lobbying azerbaïdjanais.
En 2015, elle est la seule députée allemande à voter à l'Assemblée parlementaire du Conseil de l'Europe contre une demande de libération de prisonniers politiques en Azerbaïdjan.    Après la publication de ces accusations par le Süddeutsche Zeitung  et le Report Mainz , le membre SPD du Bundestag Frank Schwabe l'accuse de corruption.  Il l'accuse également d'avoir faussement déclaré qu'elle n'a aucun conflit d'intérêts lorsqu'elle a certifié que le gouvernement azerbaïdjanais organise des élections parlementaires démocratiques dans le cadre d'une mission d'observation électorale.  Strenz répond aux allégations de Schwabe par l'intermédiaire de son avocat par un avertissement.  Schwabe reste fidèle à ses allégations et annonce qu'il souhaite également les défendre devant le tribunal.  L'affirmation de Strenz selon laquelle elle ne savait pas que Line M-Trade travaillait pour le gouvernement azerbaïdjanais est contredite par son ancien directeur général Eduard Lintner. 
Selon les règles du Bundestag, Strenz aurait dû déclarer les revenus de M-Trade comme revenus accessoires dans un délai de trois mois. Ce n'est qu'à la fin du mois de février 2016, plus d'un an après réception, qu'elle communique le montant à l'administration du Bundestag. En réponse à une demande du NDR, Strenz déclare qu'elle souhaite attendre que sa déclaration de revenus et la cotisation fiscale soient transmises au Bundestag. L'association LobbyControl accuse Strenz de tricherie.  La publication tardive de ses revenus à temps partiel masque le fait qu'elle a des intérêts commerciaux en Azerbaïdjan. Si elle avait publié les revenus conformément aux règles, elle n'aurait pas été autorisée à servir en tant qu'observatrice électorale pour le Conseil de l'Europe en Azerbaïdjan en juin 2015. 
Elle ajoute tardivement son poste de vice-présidente de l'organisation d'intérêt «Société germano-kazakhe» dans son profil du Bundestag. 
Le groupe parlementaire CDU / CSU au Bundestag ne nomme plus Strenz à la nouvelle délégation du Bundestag auprès du Conseil de l'Europe en 2017.
Selon un rapport d'une commission d'enquête publié le 22 avril 2018, de nombreux membres actifs et anciens de l'Assemblée parlementaire du Conseil de l'Europe sont soupçonnés de corruption, dont Strenz,. Le 27 juin 2018, l'organe compétent du Conseil de l'Europe impose une interdiction de résidence à vie à Strenz et à d'autres anciens membres. 
En 2019, le Bundestag réprimande Strenz qui n'a pas déclaré des subventions reçues d'une société allemande d'Azerbaïdjan et qui auraient dû être publiées après l'expiration du délai de notification,. Le Présidium du Bundestag inflige une amende d'environ 20 000 euros. Ce faisant, le Bundestag indique clairement qu'il s'agit d'une violation délibérée et grave des règles applicables aux parlementaires. 
Le 30 janvier 2020, à la demande du parquet de Francfort-sur-le-Main, le Bundestag lève l'immunité de Karin Strenz. En conséquence, son bureau parlementaire et son domicile privé font l'objet de perquisitions pour des soupçons de corruption et blanchiment d'argent. Ces soupçons concernent aussi l'ancien membre CSU du Bundestag Eduard Lintner. Lors de ces investigations une quinzaine d'objets sont saisis.